# رباط فریمان
رباط فریمان مربوط به دوره صفوی - دوره قاجار است و در فریمان، خیابان امام موسی، صدر۷ واقع شده و این اثر در تاریخ ۵ بهمن ۱۳۷۸ با شمارهٔ ثبت ۲۵۸۰ به‌عنوان یکی از آثار ملی ایران به ثبت رسیده است.